# Csemniczky Zoltán
Csemniczky Zoltán  (Budapest, 1953. április 16. –) magyar szobrászművész. A Csemniczky család leszármazottja.

## Életút
1976-ban szerzett biológia-rajz szakos diplomát a szegedi Juhász Gyula Tanárképző Főiskolán. 1979-ben lett a balassagyarmati Horváth Endre Galéria vezetője, majd 2007-től 2016-ig a városi Mikszáth Kálmán Művelődési Központ igazgatója.

## Tagságok
- Magyar Alkotóművészek Országos Egyesülete
- Magyar Szobrásztársaság
- ARTTÉKA Művészet Határok Nélkül Egyesület
- Magyar Képzőművészek és Iparművészek Szövetsége

## Díjak, elismerések
- 1986 Művelődési miniszteri dicséret
- 1988 Derkovits-ösztöndíj
- 1989 Művészeti Alap kiállítási nívódíj
- 1986., 1989, 1991, 1993 Salgótarjáni Tavaszi Tárlat díjai
- 1992 Horváth Endre-díj
- 1995 Egri Nyári Tárlat díja
- 1995, 1996, 1998, 2000 Nógrád megyei Őszi Tárlat díjai, Szécsény
- 2002 Pro Urbe díj, Balassagyarmat
- 2007 Madách Imre-díj
- 2007 Munkácsy Mihály-díj
- 2016 Balassagyarmat díszpolgára

## Kiállítások (válogatás)

### Fontosabb egyéni
- 1984. SZMT Oktatási és Művelődési Intézmény, Salgótarján
- 1986. Rózsavölgy Márk Zeneiskola, Balassagyarmat
- 1988. Horváth Endre Galéria, Balassagyarmat
- 1989. Studió Galéria, Budapest
- 1990. (Földi Péterrel közösen) Magyar Intézet, Párizs, Franciaország
- 1992. Zsolna, Szlovákia
- 1993. Szerbtemplom Galéria, Balassagyarmat
- 1994. (Földi Péterrel közösen) Magyar Intézet, Prága, Csehország
- 1995. Medium II Galéria, Rózsahegy, Szlovákia
- 1997. Teatro Umberto, Lamezia Terme, Olaszország
- 1997. Kass Galéria, Szeged
- 1998. Csók István Galéria, Budapest
- 1999. Művelődés Háza, Sárospatak
- 1999. Honti Galéria, Šahy (Ipolyság)
- 2000. Galéria Arcis, Sárvár
- 2001. Nemzeti Színház, Miskolc
- 2001. Nógrád Történeti Múzeum, Salgótarján
- 2002. Csepel Galéria, Budapest
- 2002. Karinthy Szalon, Budapest
- 2003. Pfister Galéria, Budapest
- 2003. Szerbtemplom Galéria, Balassagyarmat
- 2004. Katona Lajos Könyvtár, Vác
- 2004. Bartók Béla Művelődési Központ, Szeged
- 2005. Palóc Múzeum, Balassagyarmat
- 2006. Zsinagóga Galéria, Eger

### Csoportos

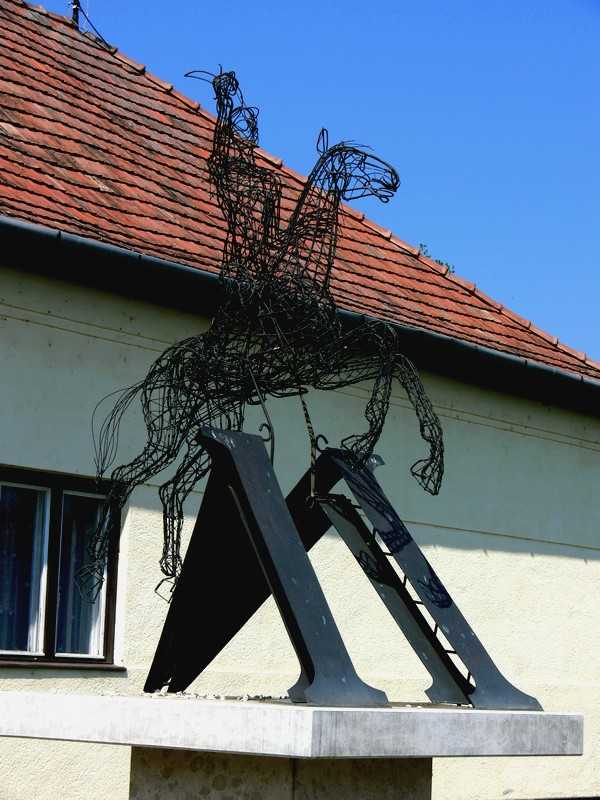
Millenniumi emlékmű (bronz) Püspökhatvanban

- 1972. Dózsa Pályázat, Horváth Mihály utcai képtár, Szeged
- 1979 – 1987. Nógrád Megyei Pedagógustárlatok, Salgótarján
- 1986 – 1988. Fiatal Képzőművészek Stúdiójának éves kiállításai, Budapest
- 1988 – 1991. Derkovits ösztöndíjasok beszámoló kiállításai, Budapest

Magyar Szobrász Társaság éves kiállításai országszerte és külföldön
- 1988. Európa – Ázsia Nemzetközi Biennálé, Ankara, Törökország
- 1986 – tól Salgótarjáni Tavaszi Tárlatok és Salgótarjáni szabadtéri Szoborkiállítások
- 1980 – tól Balassagyarmati Nyári tárlatok
- 1994 – től Szécsényi Őszi Tárlatok
- 1994 Miskolci Téli Tárlat, Miskolc
- 1995. Nyári Tárlatok, Eger és Szolnok
- 1995 – től Országos Kisplasztikai Biennálék, Pécs

"Magyar Szalon '97.", Műcsarnok, Budapest
- 1997. Nemzetközi kiállítások, Fülek és Besztercebánya, Szlovákia
- 1997. Kosok (Kovács Alfonzzal és Pénzes Gézával), Szeged
- 1998. Kosok (Kovács Alfonzzal és Pénzes Gézával), Salgótarján és Balassagyarmat
- 2001. "A szobrászaton innen és túl", Műcsarnok, Budapest
- 2001-től Szegedi Nyári Tárlat
- 2001. "A mi légitársaságunk", Budapest
- 2001. "Fém-tér", Erdős Reneé ház, Budapest
- 2002. "A mi légitársaságunk", Győr
- 2006. MSzT. Éves kiállítás, Pécs
- 2006. Bartók 32 Galéria, Budapest
- 2006. Balassi Bálint megyei könyvtár, Salgótarján
- 2006. XIX. Nyári Tárlat, Balassagyarmat
- 2007  IX. Állami Művészeti Díjazottak kiállítása, Olof Palme-ház, Budapest.

## Alkotásai

### Köztéren
- Kossuth Lajos, Karácsond (Heves vármegye)
- ARTTÉKA szoborpark, Terény (Nógrád vármegye)
- Sirena, Caposuvero, Olaszország
- Guardiano dell'anima, Belgirate, Olaszország
- Corpus, Háromszlécs, Felvidék
- Millenniumi emlékmű, Püspökhatvan (Pest vármegye)

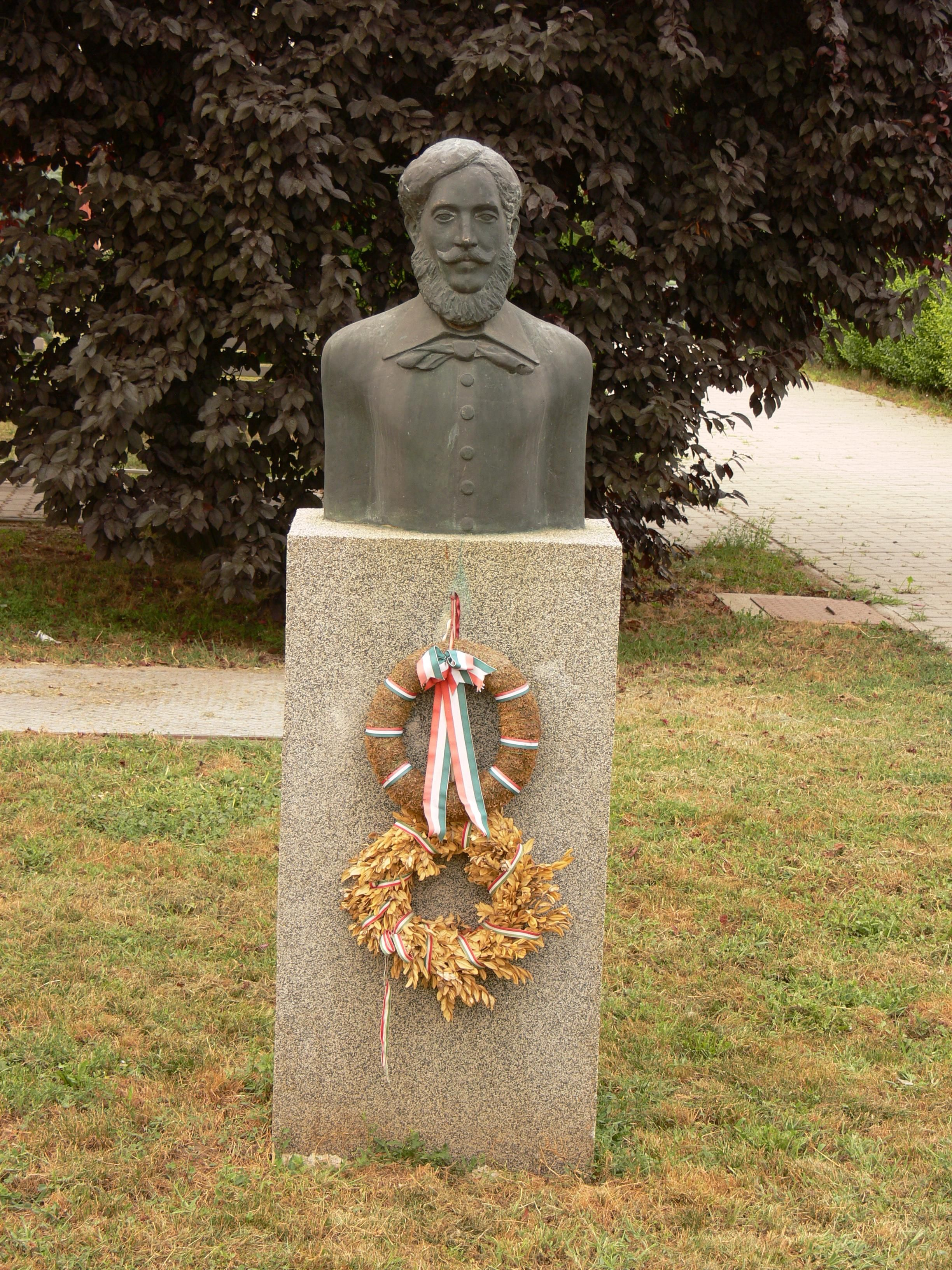
Kossuth Lajos (bronz), Karácsond

- Trombitáló Niké-szobor, Terény

### Közgyűjteményben
- Nógrádi Történeti Múzeum, Salgótarján
- Jánossy Képtár, Balassagyarmat
- T-ART Alapítvány, Budapest
- A.M.A Calabria, Lamezia Terme, Olaszország
- Teatro Grandinetti, Lamezia Terme, Olaszország

## Bibliográfia
- Bakonyvári M. Ágnes: Csemniczky Zoltán szobrai, Hitel, 1990. 13. szám
- Földi Péter: Csemniczkyről meg a drótról, Palócföld, 1991. 2. szám
- Csach Gábor: Demokritosz Gelaszinosz, Palócföld, 1999/3.
- Kortárs magyar művészeti lexikon I. (A–G). Főszerk. Fitz Péter. Budapest: Enciklopédia. 1999. ISBN 963-8477-44-X
- Csemniczky Zoltán, Kiadó: Hír-Ász Kft.  Balassagyarmat 2003. (ISBN 963 430 886 4)
- Kovács Bodor Sándor videofilmje 1992.
- Kecskeméti Kálmán: Csemniczky Zoltán kiállítása a Csepel Galériában, Színkép, TV2 2002.